# Rybník Strach
Rybník Strach este o arie protejată (sit de importanță comunitară — SCI) din Republica Cehă întinsă pe o suprafață de 2,68 ha, integral pe uscat.

## Localizare
Centrul sitului Rybník Strach este situat la coordonatele 49°57′22″N 15°34′28″E / 49.956111°N 15.574444°E.

## Înființare
Situl Rybník Strach a fost declarat sit de importanță comunitară în mai 2016 pentru a proteja 1 specie de animale.

## Biodiversitate
Situată în ecoregiunea continentală, aria protejată nu include niciun habitat protejat.
La baza desemnării sitului se află o specie protejată de  amfibieni: buhai de baltă cu burta roșie (Bombina bombina).